# Our Day Will Come
«Our Day Will Come» —en español: «Nuestro día vendrá»— es una canción compuesta en 1963 por Bob Hilliard y Mort Garson que fue grabado por el grupo estadounidense de R&B Ruby & the Romantics a principios de diciembre de 1962 y que llegó al puesto número 1 en el Billboard Hot 100 de ese año. "Our Day Will Come" también alcanzó el puesto 11 en Australia y el 38 en el Reino Unido.

### Posicionamiento en listas
| Lista (1963)                          | Máxima posición |
| ------------------------------------- | --------------- |
| Australia (Kent Music Report)         | 11              |
| Canadá (CHUM Hit Parade)              | 19              |
| Estados Unidos (Billboard Hot 100)    | 1               |
| Estados Unidos (Hot R&B Singles)      | 1               |
| Nueva Zelanda (Lever Hit Parade)      | 1               |
| Reino Unido (Official Charts Company) | 38              |

## Versión de Amy Winehouse
Fue versionada por Amy Winehouse en su recopilación póstuma de diciembre de 2011. La canción se incluyó en el álbum recopilatorio Lioness: Hidden Treasures como el segundo sencillo oficial. Se lanzó el 18 de noviembre de 2011.

### Posicionamiento en listas
| Lista (2011)                       | Máxima posición |
| ---------------------------------- | --------------- |
| Bélgica (Flandes) (Ultratop 50)    | 48              |
| Bélgica (Valonia) (Ultratop 50)    | 48              |
| Europa (Hot 100 Singles)           | 15              |
| Francia (SNEP)                     | 54              |
| Islandia (Lagalistinn)             | 5               |
| Países Bajos (Mega Single Top 100) | 52              |
| Reino Unido (UK Singles Chart)     | 29              |
| Suiza (Schweizer Hitparade)        | 69              |

## Otras versiones
Ha sido interpretada por The Carpenters, Cher, Isaac Hayes, Fontella Bass, Christina Aguilera (incluida en su primer álbum, Just Be Free), Peter Iwers, Jamie Cullum, Pete Anderson, Cliff Richard, Linda Purl y The Slackers, entre otros.